# Deutsche Wasserball-Liga 2007/08
Die Saison 2007/08 der Deutschen Wasserball-Liga begann am 28. Oktober 2007 mit der Vorrunde und endete mit der Titelverteidigung der Wasserfreunde Spandau 04 mit einem Erfolg im Finale über den ASC Duisburg. Der Rekordmeister aus Spandau sicherte sich damit seinen 28. Titel seit 1979. In die 2. Wasserball-Liga stiegen der 7-malige Altmeister Duisburger SV 98 und Hellas 1899 Hildesheim ab.

## Modus
Die Spiele wurden nach dem Rundensystem mit Vorrunde, Hauptrunde und Qualifikationsrunde (jeweils mit Hin- und Rückspiel) sowie Meisterschaftsrunde (Play-off-Endrunde) und Abstiegsrunde (Play-down-Endrunde) von Ende Oktober 2007 bis Anfang Juni 2008 ausgetragen.

## Vorrunde
Gespielt wurde in vier Gruppen zu vier bzw. fünf Mannschaften in einer einfachen Runde mit Hin- und Rückspiel. Die Einteilung erfolgte anhand der Vorjahresresultate (Gruppe 1: Plätze 1, 8, 9, 15 und 2. Aufsteiger / Gruppe 2: Plätze 2, 7, 10 und 1. Aufsteiger / Gruppe 3: Plätze 3, 6, 11 und 14 sowie Gruppe 4: Plätze 4, 5, 12 und 13). Die beiden Ersten jeder Gruppe qualifizierten sich für die Meisterrunde und für den Rest ging es in die Aufstiegsrunde.

### Gruppe 1

#### Abschlusstabelle
| Pl. | Verein                         | Sp. | S | U | N | Tore    | Diff. | Punkte |
| --- | ------------------------------ | --- | - | - | - | ------- | ----- | ------ |
| 1.  | Wasserfreunde Spandau 04 (M,P) | 8   | 8 | 0 | 0 | 180:360 | +144  | 16:0   |
| 2.  | SV Würzburg 05                 | 8   | 5 | 0 | 3 | 078:770 | +1    | 10:60  |
| 3.  | SC Wedding Berlin              | 8   | 4 | 1 | 3 | 084:900 | −6    | 09:70  |
| 5.  | SV Brambauer (N)               | 8   | 1 | 1 | 6 | 056:128 | −72   | 03:13  |
| 4.  | ASC Brandenburg                | 8   | 1 | 0 | 7 | 060:127 | −67   | 02:14  |

 Qualifikant Hauptrunde Meisterrunde 
  Qualifikant Hauptrunde Aufstiegsrunde 
 (M) amtierender Meister 
 (P) amtierender Pokalsieger 
 (N) Aufsteiger aus der 2. Wasserball-Liga

#### Kreuztabelle
Die Kreuztabelle stellt die Ergebnisse aller Spiele dieser Saison dar. Die Heimmannschaft ist in der linken Spalte aufgelistet und die Gastmannschaft in der obersten Reihe.
| Gruppe 1 28. Oktober 2007 – 2. Dezember 2007 | Gruppe 1 28. Oktober 2007 – 2. Dezember 2007 | Wasserfreunde Spandau 04 | SV Würzburg 05 | SC Wedding Berlin |       | ASC Brandenburg |
| -------------------------------------------- | -------------------------------------------- | ------------------------ | -------------- | ----------------- | ----- | --------------- |
| 01.                                          | Wasserfreunde Spandau 04                     |                          | 18:20          | 23:60             | 28:70 | 27:60           |
| 02.                                          | SV Würzburg 05                               | 04:18                    |                | 7:5               | 15:80 | 16:80           |
| 03.                                          | SC Wedding Berlin                            | 05:16                    | 12:10          |                   | 20:70 | 9:6             |
| 04.                                          | SV Brambauer                                 | 03:24                    | 4:9            | 10:10             |       | 11:90           |
| 05.                                          | ASC Brandenburg                              | 03:26                    | 04:15          | 11:17             | 13:60 |                 |

### Gruppe 2

#### Abschlusstabelle
| Pl. | Verein                 | Sp. | S | U | N | Tore    | Diff. | Punkte |
| --- | ---------------------- | --- | - | - | - | ------- | ----- | ------ |
| 1.  | ASC Duisburg           | 6   | 6 | 0 | 0 | 117:330 | +84   | 12:0   |
| 2.  | SC Magdeburg           | 6   | 4 | 0 | 2 | 058:660 | −8    | 08:40  |
| 3.  | SV Weiden (N)          | 6   | 1 | 1 | 4 | 037:750 | −38   | 03:90  |
| 4.  | SSF Aegir Uerdingen 07 | 6   | 0 | 1 | 5 | 035:730 | −38   | 01:11  |

 Qualifikant Hauptrunde Meisterrunde 
  Qualifikant Hauptrunde Aufstiegsrunde 
 (N) Aufsteiger aus der 2. Wasserball-Liga

#### Kreuztabelle
Die Kreuztabelle stellt die Ergebnisse aller Spiele dieser Saison dar. Die Heimmannschaft ist in der linken Spalte aufgelistet und die Gastmannschaft in der obersten Reihe.
| Gruppe 2 3. November 2007 – 1. Dezember 2007 | Gruppe 2 3. November 2007 – 1. Dezember 2007 | ASC Duisburg | SC Magdeburg | SV Weiden |       |
| -------------------------------------------- | -------------------------------------------- | ------------ | ------------ | --------- | ----- |
| 01.                                          | ASC Duisburg                                 |              | 16:80        | 21:70     | 20:40 |
| 02.                                          | SC Magdeburg                                 | 04:20        |              | 9:5       | 15:70 |
| 03.                                          | SV Weiden                                    | 05:25        | 09:10        |           | 8:7   |
| 04.                                          | SSF Aegir Uerdingen 07                       | 05:15        | 09:12        | 3:3       |       |

### Gruppe 3

#### Abschlusstabelle
| Pl. | Verein                 | Sp. | S | U | N | Tore    | Diff. | Punkte |
| --- | ---------------------- | --- | - | - | - | ------- | ----- | ------ |
| 1.  | SSV Esslingen          | 6   | 5 | 1 | 0 | 085:310 | +54   | 11:10  |
| 2.  | SG W98/Waspo Hannover  | 6   | 4 | 1 | 1 | 060:300 | +30   | 09:30  |
| 3.  | Duisburger SV 98       | 6   | 2 | 0 | 4 | 056:610 | −5    | 04:80  |
| 4.  | Hellas 1899 Hildesheim | 6   | 0 | 0 | 6 | 033:112 | −79   | 0:12   |

 Qualifikant Hauptrunde Meisterrunde 
  Qualifikant Hauptrunde Aufstiegsrunde

#### Kreuztabelle
Die Kreuztabelle stellt die Ergebnisse aller Spiele dieser Saison dar. Die Heimmannschaft ist in der linken Spalte aufgelistet und die Gastmannschaft in der obersten Reihe.
| Gruppe 3 3. November 2007 – 1. Dezember 2007 | Gruppe 3 3. November 2007 – 1. Dezember 2007 | SSV Esslingen | SG W98/Waspo Hannover | Duisburger SV 98 | Hellas 1899 Hildesheim |
| -------------------------------------------- | -------------------------------------------- | ------------- | --------------------- | ---------------- | ---------------------- |
| 01.                                          | SSV Esslingen                                |               | 8:4                   | 13:50            | 28:50                  |
| 02.                                          | SG W98/Waspo Hannover                        | 6:6           |                       | 10:40            | 15:20                  |
| 03.                                          | Duisburger SV 98                             | 06:14         | 6:7                   |                  | 13:70                  |
| 04.                                          | Hellas 1899 Hildesheim                       | 05:16         | 04:18                 | 10:22            |                        |

### Gruppe 4

#### Abschlusstabelle
| Pl. | Verein                   | Sp. | S | U | N | Tore    | Diff. | Punkte |
| --- | ------------------------ | --- | - | - | - | ------- | ----- | ------ |
| 1.  | SV Bayer Uerdingen 08    | 6   | 6 | 0 | 0 | 088:410 | +47   | 12:0   |
| 2.  | SG Neukölln Berlin       | 6   | 4 | 0 | 2 | 073:590 | +14   | 08:40  |
| 3.  | Freie Schwimmer Hannover | 6   | 1 | 0 | 5 | 046:740 | −28   | 02:10  |
| 4.  | SV Krefeld 72            | 6   | 1 | 0 | 5 | 047:800 | −33   | 02:10  |

 Qualifikant Hauptrunde Meisterrunde 
  Qualifikant Hauptrunde Aufstiegsrunde

#### Kreuztabelle
Die Kreuztabelle stellt die Ergebnisse aller Spiele dieser Saison dar. Die Heimmannschaft ist in der linken Spalte aufgelistet und die Gastmannschaft in der obersten Reihe.
| Gruppe 4 3. November 2007 – 24. November 2007 | Gruppe 4 3. November 2007 – 24. November 2007 | SV Bayer Uerdingen 08 | SG Neukölln Berlin | Freie Schwimmer Hannover | SV Krefeld 72 |
| --------------------------------------------- | --------------------------------------------- | --------------------- | ------------------ | ------------------------ | ------------- |
| 01.                                           | SV Bayer Uerdingen 08                         |                       | 12:70              | 20:70                    | 18:30         |
| 02.                                           | SG Neukölln Berlin                            | 10:12                 |                    | 8:6                      | 18:11         |
| 03.                                           | Freie Schwimmer Hannover                      | 07:16                 | 09:13              |                          | 10:60         |
| 04.                                           | SV Krefeld 72                                 | 07:10                 | 09:17              | 11:70                    |               |

## Hauptrunde

### Meisterrunde

#### Abschlusstabelle
| Pl. | Verein                         | Sp. | S  | U | N  | Tore    | Diff. | Punkte |
| --- | ------------------------------ | --- | -- | - | -- | ------- | ----- | ------ |
| 1.  | Wasserfreunde Spandau 04 (M,P) | 14  | 13 | 1 | 0  | 227:680 | +159  | 27:10  |
| 2.  | ASC Duisburg                   | 14  | 11 | 1 | 2  | 194:109 | +85   | 23:50  |
| 3.  | SSV Esslingen                  | 14  | 9  | 2 | 3  | 157:122 | +35   | 20:80  |
| 4.  | SV Bayer Uerdingen 08          | 14  | 7  | 2 | 5  | 153:142 | +11   | 16:12  |
| 5.  | SG Neukölln Berlin             | 14  | 5  | 0 | 9  | 102:157 | −55   | 10:18  |
| 6.  | SG W98/Waspo Hannover          | 14  | 3  | 1 | 10 | 083:128 | −45   | 07:21  |
| 7.  | SV Würzburg 05                 | 14  | 2  | 1 | 11 | 091:171 | −80   | 05:23  |
| 8.  | SC Magdeburg                   | 14  | 2  | 0 | 12 | 087:197 | −110  | 04:24  |

 Teilnehmer an der Qualifikationsrunde Meisterrunde – Aufstiegsrunde 
 (M) amtierender Meister 
 (P) amtierender Pokalsieger

#### Kreuztabelle
Die Kreuztabelle stellt die Ergebnisse aller Spiele dieser Saison dar. Die Heimmannschaft ist in der linken Spalte aufgelistet und die Gastmannschaft in der obersten Reihe.
| Meisterrunde 8. Dezember 2007 – 26. April 2008 | Meisterrunde 8. Dezember 2007 – 26. April 2008 | Wasserfreunde Spandau 04 | ASC Duisburg | SSV Esslingen | SV Bayer Uerdingen 08 | SG Neukölln Berlin | SG W98/Waspo Hannover | SV Würzburg 05 | SC Magdeburg |
| ---------------------------------------------- | ---------------------------------------------- | ------------------------ | ------------ | ------------- | --------------------- | ------------------ | --------------------- | -------------- | ------------ |
| 01.                                            | Wasserfreunde Spandau 04                       |                          | 11:70        | 17:70         | 18:30                 | 16:30              | 13:20                 | 18:20          | 19:20        |
| 02.                                            | ASC Duisburg                                   | 12:12                    |              | 10:11         | 10:70                 | 19:60              | 15:70                 | 17:50          | 16:80        |
| 03.                                            | SSV Esslingen                                  | 08:16                    | 08:10        |               | 13:13                 | 17:60              | 8:4                   | 15:40          | 18:50        |
| 04.                                            | SV Bayer Uerdingen 08                          | 03:17                    | 12:14        | 09:12         |                       | 12:70              | 9:4                   | 15:12          | 22:40        |
| 05.                                            | SG Neukölln Berlin                             | 06:14                    | 04:16        | 6:9           | 10:12                 |                    | 10:50                 | 11:80          | 10:90        |
| 06.                                            | SG W98/Waspo Hannover                          | 07:17                    | 07:12        | 6:6           | 05:11                 | 7:6                |                       | [ M 1 ]        | 4:6          |
| 07.                                            | SV Würzburg 05                                 | 04:18                    | 07:16        | 06:10         | 11:11                 | 7:9                | 6:4                   |                | 12:70        |
| 08.                                            | SC Magdeburg                                   | 02:21                    | 04:20        | 10:15         | 05:14                 | 6:8                | 09:11                 | 10:70          |              |

 Direkte Begegnungen der Vorrunde gingen in die Hauptrunde mit über.
1. ↑  SG W98/Waspo Hannover – SV Würzburg 05 9:7 (7. Spieltag); Wertung: 2:0 Punkte und 10:0 Tore für Hannover

### Aufstiegsrunde

#### Abschlusstabelle
| Pl. | Verein                   | Sp. | S  | U | N  | Tore    | Diff. | Punkte |
| --- | ------------------------ | --- | -- | - | -- | ------- | ----- | ------ |
| 1.  | SC Wedding Berlin        | 16  | 13 | 1 | 2  | 215:127 | +88   | 27:50  |
| 2.  | Freie Schwimmer Hannover | 16  | 11 | 1 | 4  | 169:137 | +32   | 23:90  |
| 3.  | SV Krefeld 72            | 16  | 10 | 2 | 4  | 165:145 | +20   | 22:10  |
| 4.  | Duisburger SV 98         | 16  | 11 | 0 | 5  | 163:145 | +18   | 22:10  |
| 5.  | SV Weiden (N)            | 16  | 7  | 2 | 7  | 151:142 | +9    | 16:16  |
| 6.  | ASC Brandenburg          | 16  | 5  | 3 | 8  | 150:161 | −11   | 13:19  |
| 7.  | SV Brambauer (N)         | 16  | 2  | 4 | 10 | 136:181 | −45   | 08:24  |
| 8.  | SSF Aegir Uerdingen 07   | 16  | 3  | 1 | 12 | 124:173 | −49   | 07:25  |
| 9.  | Hellas 1899 Hildesheim   | 16  | 2  | 2 | 12 | 135:197 | −62   | 06:26  |

 Teilnehmer an der Qualifikationsrunde Meisterrunde – Aufstiegsrunde 
  Absteiger in die 2. Wasserball-Liga 
 (N) Aufsteiger aus der 2. Wasserball-Liga

#### Kreuztabelle
Die Kreuztabelle stellt die Ergebnisse aller Spiele dieser Saison dar. Die Heimmannschaft ist in der linken Spalte aufgelistet und die Gastmannschaft in der obersten Reihe.
| Aufstiegsrunde 8. Dezember 2007 – 27. April 2008 | Aufstiegsrunde 8. Dezember 2007 – 27. April 2008 | SC Wedding Berlin | Freie Schwimmer Hannover | SV Krefeld 72 | Duisburger SV 98 | SV Weiden | ASC Brandenburg |       |       | Hellas 1899 Hildesheim |
| ------------------------------------------------ | ------------------------------------------------ | ----------------- | ------------------------ | ------------- | ---------------- | --------- | --------------- | ----- | ----- | ---------------------- |
| 01.                                              | SC Wedding Berlin                                |                   | 12:30                    | 20:12         | 13:60            | 17:70     | 9:6             | 20:70 | 22:70 | 11:60                  |
| 02.                                              | Freie Schwimmer Hannover                         | 9:8               |                          | 10:60         | 10:70            | 8:6       | 12:80           | 16:10 | 18:90 | 15:80                  |
| 03.                                              | SV Krefeld 72                                    | 09:10             | 11:70                    |               | 08:10            | 12:90     | 14:10           | 9:9   | 13:90 | 10:70                  |
| 04.                                              | Duisburger SV 98                                 | 9:8               | 12:90                    | 2:9           |                  | 9:8       | 12:10           | 12:11 | 9:6   | 13:70                  |
| 05.                                              | SV Weiden                                        | 08:13             | 12:60                    | 8:9           | 13:80            |           | 11:11           | 10:90 | 8:7   | 15:80                  |
| 06.                                              | ASC Brandenburg                                  | 11:17             | 9:9                      | 7:8           | 11:90            | 10:90     |                 | 13:60 | 9:8   | 14:10                  |
| 07.                                              | SV Brambauer                                     | 10:10             | 01:12                    | 8:8           | 08:14            | 08:13     | 11:90           |       | 13:60 | 5:5                    |
| 08.                                              | SSF Aegir Uerdingen 07                           | 09:11             | 08:12                    | 08:12         | 4:9              | 3:3       | 8:4             | 11:10 |       | 8:9                    |
| 09.                                              | Hellas 1899 Hildesheim                           | 08:14             | 10:13                    | 11:15         | 10:22            | 04:11     | 8:8             | 13:10 | 11:13 |                        |

 Direkte Begegnungen der Vorrunde gingen in die Hauptrunde mit über.

## Qualifikationsrunde Meisterrunde – Aufstiegsrunde
In der Qualifikationsrunde wurden die letzten zwei Teilnehmer für die Play-off bzw. Play-down Endrunde ermittelt. Dabei trafen die letzten zwei der Meisterrunde auf die besten zwei Mannschaften der Aufstiegsrunde.
Termine: Hinspiel: 1. Mai 2008 und Rückspiel: 3. Mai 2008
|           | Paarung                  | Paarung | Paarung        | Hin   | Rück  |
| --------- | ------------------------ | ------- | -------------- | ----- | ----- |
| 1.A – 8.M | SC Wedding Berlin        | –       | SC Magdeburg   | 14:10 | 7:7   |
| 2.A – 7.M | Freie Schwimmer Hannover | –       | SV Würzburg 05 | 7:3   | 06:11 |

 Wedding und Würzburg qualifizierten sich für die Playoff-Endrunde.

## Play-down

### 1. Runde
Modus: Best-of-Three
Termine: 14. Mai 2008 (1. Spiel), 17. Mai 2008 (2. Spiel) und 18. Mai 2008 (3. Spiel)
Die erstgenannte Mannschaft hatte nur im 1. Spiel Heimrecht.
| Paarung                | Paarung | Paarung                  | 1.    | 2.    | 3.    |
| ---------------------- | ------- | ------------------------ | ----- | ----- | ----- |
| SSF Aegir Uerdingen 07 | –       | SC Magdeburg             | 06:14 | 06:11 | –––   |
| SV Brambauer           | –       | Freie Schwimmer Hannover | 7:8   | 6:8   | –––   |
| ASC Brandenburg        | –       | SV Krefeld 72            | 06:10 | 08:15 | –––   |
| SV Weiden              | –       | Duisburger SV 98         | 7:5   | 8:9   | 10:90 |

### 2. Runde
Modus: Best-of-Three
Termine: 21. Mai 2008 (1. Spiel), 24. Mai 2008 (2. Spiel) und 25. Mai 2008 (3. Spiel)
Die erstgenannte Mannschaft hatte nur im 1. Spiel Heimrecht.
| Paarung                | Paarung | Paarung          | 1.    | 2.    | 3.  |
| ---------------------- | ------- | ---------------- | ----- | ----- | --- |
| SSF Aegir Uerdingen 07 | –       | Duisburger SV 98 | 11:10 | 8:7   | ––– |
| SV Brambauer *         | –       | ASC Brandenburg  | 11:90 | 14:15 | 4:9 |

 Absteiger in die 2. Wasserball-Liga 
 (*) Die sportlich abgestiegenen Brambauer klagten gegen die Sperre ihres Spielers Patrick Siemund nach dem ersten Abstiegsspiel gegen Brandenburg. Durch einen Verstoß gegen die Wettkampf- und Durchführungsbestimmungen des DSV wurden die Brambauer benachteiligt. Das Landgericht Kassel gestand daraufhin den Brambauern den Klassenverbleib in der Deutschen Wasserball Liga zu. Somit gingen in der folgenden Saison wieder siebzehn Mannschaften an den Start.

## Play-off

### Viertelfinale
Modus: Best-of-Three
Termine: 14. Mai 2008 (1. Spiel) und 17. Mai 2008 (2. Spiel)
Die erstgenannte Mannschaft hatte nur im 1. Spiel Heimrecht.
| Paarung               | Paarung | Paarung                  | 1.    | 2.    | 3.  |
| --------------------- | ------- | ------------------------ | ----- | ----- | --- |
| SC Wedding Berlin     | –       | Wasserfreunde Spandau 04 | 05:19 | 05:19 | ––– |
| SV Würzburg 05        | –       | ASC Duisburg             | 04:21 | 05:14 | ––– |
| SG W98/Waspo Hannover | –       | SSV Esslingen            | 3:7   | 06:10 | ––– |
| SG Neukölln Berlin    | –       | SV Bayer Uerdingen 08    | 09:10 | 07:15 | ––– |

### Halbfinale
Modus: Best-of-Three
Termine: 21. Mai 2008 (1. Spiel) und 24. Mai 2008 (2. Spiel)
Die erstgenannte Mannschaft hatte nur im 1. Spiel Heimrecht.
| Paarung               | Paarung | Paarung                  | 1.    | 2.    | 3.  |
| --------------------- | ------- | ------------------------ | ----- | ----- | --- |
| SV Bayer Uerdingen 08 | –       | Wasserfreunde Spandau 04 | 09:10 | 06:15 | ––– |
| SSV Esslingen         | –       | ASC Duisburg             | 7:8   | 11:13 | ––– |

### Spiel um Platz 3
Termin: 31. Mai 2008 (Esslingen)
| Paarung       | Paarung | Paarung               | Ergebnis |
| ------------- | ------- | --------------------- | -------- |
| SSV Esslingen | –       | SV Bayer Uerdingen 08 | 11:6     |

### Finale
Modus: Best-of-Five
Termine: 28. Mai 2008 (Duisburg), 31. Mai 2008 (Berlin), 1. Juni 2008 (Berlin) und 4. Juni 2008 (Duisburg)
| Paarung      | Paarung | Paarung                  | 1.  | 2.  | 3.   | 4.   | 5.  |
| ------------ | ------- | ------------------------ | --- | --- | ---- | ---- | --- |
| ASC Duisburg | –       | Wasserfreunde Spandau 04 | 9:7 | 5:6 | 8:10 | 7:11 | ––– |

 Deutscher Meister

## Die Meistermannschaft
| 1.                                | Wasserfreunde Spandau 04 |
| Logo der Wasserfreunde Spandau 04 | - Tor: Alexander Tchigir, Roger Kong - Feldspieler: Erik Bukowski, Fabian Schroedter, Dennis Eidner, Tobias Preuß, Marc Politze , Marko Savic, Tobias Gietz, Andreas Schlotterbeck, Moritz Oeler, Sören Mackeben, Marko Stamm, Dennis Wieder, Julian Fleck - Trainer: Nebojša Novoselac |

## Torschützenliste
|     | Spieler           | Verein                   | Tore |
| --- | ----------------- | ------------------------ | ---- |
| 01. | Moritz Oeler      | Wasserfreunde Spandau 04 | 81   |
| 02. | Florian Müller    | ASC Duisburg             | 79   |
| 03. | Heiko Nossek      | SSV Esslingen            | 77   |
| 04. | Sebastian Mischur | SC Wedding Berlin        | 63   |
| 05. | Marc Politze      | Wasserfreunde Spandau 04 | 61   |
| 06. | Tobias Kreuzmann  | ASC Duisburg             | 59   |
| 07. | Robert Glüder     | Duisburger SV 98         | 51   |
| 08. | Tilo Kaiser       | SV Bayer Uerdingen 08    | 50   |
| 08. | Erik Miers        | SG Neukölln Berlin       | 50   |
| 10. | Jens Goldbaum     | SV Krefeld 72            | 48   |